# Опали листья с деревьев
«Опали листья с деревьев » (пол. Opadły liście z drzew) — польский военный художественный фильм 1975 года режиссёра Станислава Ружевича.

## Сюжет
Сценарий написан режиссером фильма по рассказам его старшего брата Тадеуша Ружевича, который с вместе с другим его братом Янушем в годы Второй мировой войны принимал участие в партизанском движении в составе Армии крайовой. Януш был казнён гестапо в 1944 году.
Двадцатилетний Хенрик вспоминает людей и события последнего года войны. Вступление в партизанский отряд, свое боевое крещение, ликвидацию доносчиков гестапо, первую любовь к связной «Чайке», арест сестры Зофии, выход отряда из окружения, смерть «Макса», командира и друга…

В фильме прошлое войны возвращается через образы воспоминаний одного человека. И, как мы видим, изображенная война — дело не только смерти и умирания, а память не имеет ни гротескного, ни трагического измерения, здесь также нет героизации, увлечения, кристаллизации воспоминаний в форму военного мифа. Это прежде всего череда событий — дробин, в которых война — это серая обыденность, однообразие, нищета, унижение; обычная оккупационная реальность — это работа, первые контакты с женщинами, тайная учеба, заговор, торговля, чтение писем; лесная партизанская жизнь — это вылазки, печальные дни в серых дождях, жалкая еда, первая любовь, шутки с коллегами. Но в отличие от рассказов Тадеуша Розевича, в фильме нет никакого разрушения, морального упадка, подчеркивания соматической стороны человеческого существования, шрамов от войны, поражения смертью и злом. Наблюдение, холодное расстояние уступает место чувствительности к деталям.
Оригинальный текст (пол.)W filmie przeszłość wojenna powraca poprzez obrazy wspomnień jednego człowieka. I jak widzimy, ukazana wojna to sprawa nie tylko śmierci i umierania, a rytuał wspominania nie ma ani wymiaru groteskowego, ani tragicznego, nie ma tu też heroizacji, uwznioślania, krystalizowania się wspomnień w formę wojennego mitu. To przede wszystkim ciąg wydarzeń-drobin, w których wojna to szara codzienność, monotonia, nędza, upodlenie; zwykła okupacyjna rzeczywistość to praca, pierwsze kontakty z kobietami, potajemna nauka, konspiracja, handel, czytanie listów; leśna partyzantka to akcje, smutne dni w szarugach deszczu, nędzne jedzenie, pierwsza miłość, żarty z kolegami. Ale w przeciwieństwie do opowiadań Tadeusza Różewicza, w filmie Opadły liście z drzew nie ma żadnej destrukcji, moralnego upadku, podkreślania somatycznej strony ludzkiej egzystencji, blizn po wojnie, porażenia śmiercią i złem. Obserwacja, chłodny dystans ustępuje miejsca wrażliwości na szczegół
— Maszewska-Łupiniak M. — Rzeczywistość filmowa Stanisława Różewicza. — Kraków: Wydawnictwo Uniwersytetu Jagiellońskiego, 2009

## В ролях
- Мечислав Хрыневич — Хенрик
- Аркадиуш Базак — «Вихрь»
- Тадеуш Бялощиньский — профессор
- Бохдан Эймонт — «Макс»
- Мария Клейдыш — мать Хенрика
- Тадеуш Кондрат — свидетель Иеговы
- Мария Ковалик-Калиновская — «Чайка»
- Януш Палюшкевич — «Гром»
- Анджей Северин — «Худой»
- Богдан Баэр — свидетель Иеговы
- Ежи Блёк — крестьянин, сосед Яморского
- Эльжбета Борковская — подруга конфидента
- Пётр Цесляк — «Высокий»
- Мариуш Горчиньский — «Щука»
- Януш Лесневский — «Корд»
- Ежи Йогалла — Збышек, наборщик
- Эугенюш Каминьский — «Грот»
- Збигнев Кочанович — пленный немец
- Кшиштоф Майхжак — «Ножик»
- Людвик Пак — «Франц»
- Барбара Валкувна — прачка
- Томаш Заливский — проводник партизан
- Зыгмунд Мацеевский — партизан
- Анджей Жарнецкий — тайный агент
- Владислав Девойно — кинооператор
- Сильвестр Пшедвоевский — «Вентура»
- Мариан Рулка — «Малый», повар
- Марцин Славиньский — русский
- Тадеуш Циглер — мастер
- Хенрик Хунко — Ульке, доносчик гестапо
- Герберт Кёфер — немецкий офицер
- Анджей Шенайх — Яморский, крестьянин
- Юлиуш Любич-Лисовский — пассажир поезда
- Янина Соколовская — девушка с поезда
- Иоахим Лямжа — немец в видениях Хенрика

## Критика
Журнал «Przekrój» писал, что «интимный, скромный фильм Розевича имеет благородный тон; это одна из тех искренних, трогательных картин о войне, в которые верят, в которых можно найти отражение собственных тревог и драм». В рецензии в журнале «Film» омтечалось, режиссер проявил смелость, «чтобы, говоря о войне и борьбе, самым важным считать анализ психологических моментов человеческого действия, а не, например, конфликт политических причин или диалектику исторического процесса». Ежи Нециковский в том же журнале описал стиль режиссёра как «монолог по отношению к глухой аудитории», однако признал, что этот фильм стал первым фильмом Ружевича, который убедил его в творчестве этого режиссёра.

## Фестивали и награды
- 1975 — Фестиваль польских художественных фильмов в Гданьске — Специальный приз жюри и Приз за операторскую работу
- 1976 — Кинофестиваль «Любушское кинолето» — Приз Союза социалистической польской молодёжи